# Lepidozikania cinerascens
Lepidozikania cinerascens là một loài bướm đêm thuộc phân họ Arctiinae, họ Erebidae.